# Федеральное министерство сельского хозяйства, продовольствия и родины
Федеральное министерство продовольствия и сельского хозяйства Германии (нем. Bundesministerium für Ernährung und Landwirtschaft, BMEL) — одно из министерств Германии. С 1949 по 2001 год называлось Федеральное министерства продовольствия, сельского хозяйства и лесов. 22 января 2001 года через организационный приказ канцлера стало называться Федеральное министерство защиты прав потребителей, продовольствия и сельского хозяйства. В декабре 2013 года защита прав потребителей была отдана Федеральному министерству юстиции.

## Структура управления
Министерство подразделяется на шесть отделов:
- Отдел 1: Центральный аппарат;
- Отдел 2: Здравоохранительная защита прав потребителей, продовольственная политика, безопасность продукции;
- Отдел 3: Безопасность пищевых продуктов и здоровье животных;
- Отдел 4: Сельскохозяйственные рынки, пищевая промышленность, экспорт;
- Отдел 5: Лесное хозяйство, устойчивость окружающей среды, возобновляемые ресурсы;
- Отдел 6: Политика ЕС, международное сотрудничество, рыболовство;
- Отдел 7: сельскохозяйственное производство, садоводство, аграрная политика;
- Отдел 8: Развитие сельских районов, цифровые инновации.